# Emmanuel Foulon
Emmanuel Foulon (n. 29 decembrie 1871, Frameries, Valonia, Belgia – d. 22 iulie 1945, Frameries, Valonia, Belgia) a fost un arcaș ce a reprezentat Belgia, medaliat olimpic. A participat la o ediție a Jocurilor Olimpice (1900) în care a câștigat o medalie de aur.

## Participări
Lista de mai jos prezintă principalele competiții la care a participat Emmanuel Foulon de-a lungul carierei.
- archery at the 1900 Summer Olympics – sur la perche à la herse[*]